# Падин, Василий Андреевич
Васи́лий Андре́евич Па́дин (8 марта 1909, Трубчевск — 27 мая 2003, там же) — театральный режиссёр; археолог и краевед Брянской области; почётный директор Трубчевского музея.
Вместе с П. А. Раппопортом изучал древний Трубчевск в пределах современного города на Соборной горе (Трубчевский детинец и окольный город).

## Биография
Родился 8 марта 1909 года в уездном городке Трубчевске. Учился в Москве у Ю. А. Завадского (театр Вахтангова) и Б. М. Сушкевича (МХАТ). Вместе с женой, увлечённые веяниями новой эпохой и желанием нести культуру в массы, в 1926 году переехали в Трубчевск и организовали Театр рабочей молодёжи (ТРАМ). В. А. Падин поставил более 200 спектаклей (90 премьер) по пьесам классиков и советских авторов, руководил театром до 1975 года.
С 1936 года одновременно работал в Трубчевском музее.
В годы войны остался на оккупированной территории. Спас от отправки в Германию многих молодых людей, записывая их в актёры продолжавшего работать театра. Сотрудничал с партизанами: прятал радиоприёмник с аккумулятором, принимал для партизан сводки Совинформбюро. Когда гестаповцы нашли радио, В. А. Падин с женой успели бежать, но его мать и сестра жены были расстреляны. После освобождения Брянской области заведовал радиоузлом Трубчевска; в ноябре 1943 пошёл на фронт добровольцем, был контужен.
С 20 октября 1945 — директор Трубчевского музея.
В 1987 году вышел на пенсию. Оставался почётным директором музея, публиковал научно-популярные статьи.

### Семья
Жена — Нина Васильевна, играла в Театре рабочей молодёжи Трубчевска; одновременно работала на метеорологической станции при Трубчевском музее.

## Научная деятельность
Был вовлечён в археологию В. П. Левенком. Участвовал в экспедициях под руководством М. В. Воеводского, Б. А. Рыбакова, Л. В. Артишевской, П. Н. Третьякова, у которых учился археологии. Вёл работы в Деснинской долине и совместно с сотрудниками ИГАН А. А. Величко и Р. В. Фёдоровой. Реализовал раскопками 23 Открытых листа, выданные Институтом Археологии АН СССР.
Основные достижения:
- спасение уникального антского клада (153 ювелирных изделия из бронзы и серебра);
- создание к празднованию 1000-летия Трубчевска на месте раскопанных курганов некрополя Кветунь около 200 макетов насыпей, среди которых возвышаются 10 подлинных; в центре установили обелиск с пояснительным текстом — это один из первых в Брянской области опыт реставрации и музеефикации археологических памятников;
- открытие археологических памятников в Трубчевском, Суражском, Навлинском и Суземском районах: 2 неолитических стоянки, 9 курганов эпохи бронзы, 3 городища раннего железного века, 6 поселений и могильник I тыс.н. э., 245 древнерусских курганов и посад археологического комплекса Кветунь;
- составление для Министерства культуры СССР охранных паспортов на памятники археологии Трубчевского района.

Был членом Совета, координировавшего работу музеев социалистических стран. Как просветитель и популяризатор науки, читал лекции в школах и техникумах Трубчевска, в сёлах и деревнях района, проводил экскурсии.
Автор около 40 научных работ, 200 научно-популярных статей в региональных и районных газетах и альманахах.
Ряд выдвинутых им идей и гипотез остаются спорными, в частности, автохтонность праславян и славян Подесенья, перенос города из Кветуни на современную территорию Трубчевска.

### Избранные труды
- Падин В. А. Трубчевск. — 2-е изд., доп. — Тула: Приокское кн. изд-во, 1975. — 237 с. — 10 000 экз.

## Награды
- Золотая медаль «За вклад в наследие народов России» (2003)[4].